# Appetite for Destruction
Appetite for Destruction — перший альбом американського хард-рок гурту Guns N' Roses. Альбом посів 61 місце у Списку 500 найкращих альбомів усіх часів за версією журналу Rolling Stone.

## Історія створення альбому
У 1988 році в одному з інтерв'ю фронтмен групи Ексл Роуз відмітив, що багато з пісень, представлених на дебютному творінні колективу були написані задовго до запису самого альбому під час виступів по нічних клубах і пабах Лос-Анджелеса. Далі Ексл відзначив, що представлені композиції — завершений варіант численних напрацювань і дописувань до пісень, що вже виконувалися.
Деякі пісні альбому відображають реакцію групи на розбещеність лос-анджелеського рок-н-рольного суспільства. На музику в «Welcome to the Jungle» Роуз написав текст пісні в Сієтлі на згадку про інцидент в Н'ю-Йорку. Деякі з пісень оповідають про юнацькі роки учасників групи, а такі як композиція «Out ta Get Me», зосереджена у своїй тематиці на постійних неприємностях співака Ексела Роуза із законом в штаті Індіана. Група також присвячувала різні композиції, такі як «Sweet Child o' Mine», «Think About You», «My Michelle», «You' re Crazy» та «Rocket Queen» різним представницям жіночої статі.

## Список композицій
| #   | Назва                   | Автор слів      | Автор музики                   | Тривалість |
| --- | ----------------------- | --------------- | ------------------------------ | ---------- |
| 1.  | «Welcome to the Jungle» | Роуз            | Роуз, Слеш                     | 4:34       |
| 2.  | «It's So Easy»          | МакКаган, Аркін | МакКаган, Уст Аркін            | 3:22       |
| 3.  | «Nightrain»             | Роуз, МакКаган  | Роуз, Слеш, Стредлин, МакКаган | 4:28       |
| 4.  | «Out ta Get Me»         | Роуз, Стредлин  | Роуз, Слеш, Стредлин           | 4:23       |
| 5.  | «Mr. Brownstone»        | Стредлин        | Слеш, Стредлин                 | 3:48       |
| 6.  | «Paradise City»         | Роуз, МакКаган  | Роуз, Слеш, Стредлин, МакКаган | 6:46       |
| 7.  | «My Michelle»           | Роуз            | Роуз, Стредлин                 | 3:39       |
| 8.  | «Think About You»       | Стредлин        | Стредлин                       | 3:51       |
| 9.  | «Sweet Child o' Mine»   | Роуз            | Роуз, Слеш, Стредлин           | 5:56       |
| 10. | «You’re Crazy»          | Роуз, Стредлин  | Роуз, Слеш, Стредлин           | 3:17       |
| 11. | «Anything Goes»         | Роуз, Стредлин  | Роуз, Стредлин, Кріс Вебер     | 3:26       |
| 12. | «Rocket Queen»          | Роуз            | Роуз, Слеш, Стредлин           | 6:13       |

## Учасники запису
- Ексл Роуз (Axl Rose) — вокал, синтезатор
- Слеш (Slash) — соло-гітара, акустична гітара
- Іззі Стредлин (Izzy Stradlin) — ритм-гітара, бек-вокал
- Дафф МакКаган (Duff McKagan) — бас-гітара, бек-вокал
- Стівен Адлер (Steven Adler) — ударні